# Xian de Burang
Le xian de Burang (chinois : 普兰县 ; pinyin : Pǔlán Xiàn ; tibétain : སྤུ་ཧྲེང་རྫོང་།, Wylie : spu hreng rdzong, pinyin tibétain : Burang Zong, THL : puhreng dzong), aussi appelé Taklakot est un district administratif de la région autonome du Tibet en Chine. Il est placé sous la juridiction de la préfecture de Ngari.

## Démographie
La population du district était de 7 653 habitants en 1999.
La ville de Burang comptait 5 026 habitants en 2000

## Histoire
Il semble que le Tegla Kar (fort du Tigre couché) près du centre-ville du Bourg de Burang a été construit pendant la dynastie Zhangzhung.
Il fut conquis par l'empereur tibétain Songtsen Gampo au début du VIIe siècle, pendant l'expansion de Empire du Tibet. Il devient ensuite le principal fort du royaume de Purang-Gugé (Purang) au Xe siècle sous le règne du roi Kori, un des deux fils de Tashi Gon, roi du royaume de Gugé. Les royaumes de Burang et de Guge furent séparés vers la fin du XIe siècle, lorsque le roi Logtsha Tsensong fonda un royaume indépendant.
Vers 1330, le 13e roi Sonam De conquiert l'important royaume de Malla (ou Yatse, à ne pas confondre avec la Dynastie Malla du Népal central) dans la partie occidentale du Népal au moment de l'extinction de la dynastie locale. La dynastie des rois de Burang disparut rapidement avant 1376. Le territoire fut par conséquent dominé par les royaumes voisins de Guge et de Mustang.

## Géographie
Le xian est composé de trois subdivisions administratives, le bourg qui en est le centre ville et administratif, ainsi que deux cantons.
- Bourg de Burang (普兰镇)
- Canton de Baga (zh) (巴嘎乡)
- Canton de Huo'er (zh) (霍尔乡)

## Économie
Burang est une région importante de la culture de l'orge du Tibet et traditionnellement, le sel des lacs salés au Nord de Taklakot fait la majeure partie des échanges vers le sud, tandis-que le riz et un large ensemble de produits de luxes sont en échange amenés du Népal au Tibet. Les villageois locaux (appelés Burangbas) portent les produits à travers les chaînes de montagne jusqu'au Népal par des caravanes de moutons et chèvres pendant l'été et l'automne.